# Festivali i Këngës 47
Festivali i Këngës 47 ägde rum i Pallati i Kongreseve i Tirana, Albanien mellan den 19 och 21 december 2008. Finalen föregicks av två semifinaler (den 19 och 20 december) och själva finalen gick av stapeln den 21 december med 20 deltagande artister. Vinnaren utsågs av en jury bestående av 7 medlemmar. RTSH:s orkester stod för musiken i tävlingen, men att framföra playback fanns som alternativ för artisterna. Direktör var Pali Kuke och Pirro Çako var konstnärlig direktör.
Samtliga deltagande framförde sitt bidrag i den första semifinalen. I den andra fick de framföra sitt bidrag tillsammans med andra gästartister. Vid finalen framfördes samtliga bidrag solo igen, och slutligen stod Kejsi Tola som segrare med sin låt "Më merr në ëndërr" med vilken hon fick 126 poäng av juryn. 

## Semifinaler
De två semifinalerna hölls den 19 och 20 december 2008. Under dessa två kvällar hade man ingen röstning och samtliga 20 bidrag gick till final. Den första semifinalen bestod av en solopresentation av bidragen. Under den andra kvällen framfördes samtliga bidrag igen, men denna gång tillsammans med gästartister.
| Nr | Artister - semifinal 1        | Nr | Artister - semifinal 2                       | Låt                            | Musik - Text                                |
| -- | ----------------------------- | -- | -------------------------------------------- | ------------------------------ | ------------------------------------------- |
| 1  | Dorina Garuci                 | 13 | Dorina Garuci, Arbër Arapi & Marsida Saraçi  | "Dita një jetë"                | Dorian Nini, Pandi Laço                     |
| 2  | Endri & Stefi Prifti          | 8  | Endri, Stefi & Maria Prifti                  | "Ti bëre faj"                  | Josif Minga, Skënder Rusi                   |
| 3  | Evis Mula                     | 5  | Evis Mula & Erti Hizmo                       | "Unë jam dashuria"             | Luan Zhegu, Agim Doçi                       |
| 4  | Juliana Pasha & Luiz Ejlli    | 9  | Juliana Pasha, Luiz Ejlli & Produkt 28       | "Nje jetë"                     | Shpëtim Saraçi, Turian Hyskaj               |
| 5  | West Side Family              | 16 | West Side Family & Aurela Gaçe               | "Jehonë"                       | Dr. Flori                                   |
| 6  | Shpat Kasapi                  | 3  | Shpat Kasapi & Adelina Tahiri                | "Aromë mediterane"             | Gent Myftarai, Pandi Laço                   |
| 7  | Kejsi Tola                    | 11 | Kejsi Tola & Flaka Krelani                   | "Më merr në ëndërr"            | Edmond Zhulali, Agim Doçi                   |
| 8  | Marjeta Billo                 | 1  | Marjeta Billo & Olta Boka                    | "Era e tokës"                  | Adrian Hila, Pandi Laço                     |
| 9  | Rovena Dilo & Eugent Bushpepa | 7  | Rovena Dilo, Eugent Bushpepa & Jonida Maliqi | "S'jam baladë"                 | Armend Rexhepagiqi & Sunrise, Sunrise       |
| 10 | Agim Poshka                   | 15 | Agim Poshka & Eranda Libohova                | "Fajtore për ngrohjen globale" | Agim Poshka, Olsen Maze                     |
| 11 | Julian Lekocaj                | 19 | Julian Lekocaj & Kamela Islamaj              | "Nuk je ti"                    | Julian Lekocaj                              |
| 12 | Burn                          | 14 | Burn feat. Aleksandër Gjoka                  | "Jam i pari i jetës sime"      | Stivart Cela & Renis Gjoka, Big Basta       |
| 13 | Erga Halilaj                  | 10 | Erga Halilaj & Kristi Popa                   | "Dikush mungon"                | Kristi Popa, Florian Zyko                   |
| 14 | Emi Bogdo                     | 4  | Emi Bogdo & Xhoi                             | "Kur buzët hënën e kafshojn"   | Emi Bogdo, Klodian Qafoku                   |
| 15 | Kujtim Prodani                | 12 | Kujtim Prodani & Jo Artid Fejzo              | "Nostalgji"                    | Kujtim Prodani, Agim Doçi                   |
| 16 | Adelina Thaçi                 | 17 | Adelina Thaçi & Teuta Kurti                  | "Orët e fundit"                | Alfred Kaçinari                             |
| 17 | Era Rusi                      | 6  | Era Rusi & Irma Libohova                     | "Shpirt i humbur"              | Arsen Nasi & Bledar Skënderi, Irma Libohova |
| 18 | Vedat Ademi                   | 18 | Vedat Ademi & Samanta Karavello              | "Po më prite ti"               | Kledi Bahiti, Alban Male                    |
| 19 | Besa Kokëdhima                | 2  | Besa Kokëdhima & Jacky Dachum                | "Ajër"                         | Alban Male, Olti Curri                      |
| 20 | Soni Malaj                    | 20 | Soni Malaj & Getoar Selimi                   | "Zona zero"                    | Flori Mumajesi                              |

## Final
Finalen av Festivali i Këngës 47 hölls den 21 december 2008. Vinnaren valdes genom en jury som bestod av sju medlemmar, där varje medlem delade ut från 1 till 20 poäng till alla bidragen.

### Juryn
- Eno Koço (Dirigent)
- Gjergj Bojaxhi (KESH:s president)
- Florent Boshnjaku (Kompositör)
- Gentian Demaliaj (Sångare)
- Nora Çashku (Pianist)
- Myfarete Laze (Sångare)
- Leonardo Leopoldi (Producent)

### Resultat
| Nr | Artist                        | Låt                           | Musik - Text                                | Poäng | Plats |
| -- | ----------------------------- | ----------------------------- | ------------------------------------------- | ----- | ----- |
| 1  | West Side Family              | "Jehonë"                      | Dr. Flori                                   | 118   | 3     |
| 2  | Soni Malaj                    | "Zona zero"                   | Flori Mumajesi                              | 44    | 16    |
| 3  | Juliana Pasha & Luiz Ejlli    | "Një jetë"                    | Shpëtim Saraçi, Turian Hyskaj               | 119   | 2     |
| 4  | Kujtim Prodani                | "Nostalgji"                   | Kujtim Prodani, Agim Doçi                   | 24    | 18    |
| 5  | Emi Bogdo                     | "Kur buzët hënën e kafshojn"  | Emi Bogdo, Klodian Qafoku                   | 43    | 17    |
| 6  | Erga Halilaj                  | "Dikush mungon"               | Kristi Popa, Florian Zyko                   | 66    | 11    |
| 7  | Marjeta Billo                 | "Era e tokës"                 | Adrian Hila, Pandi Laço                     | 106   | 5     |
| 8  | Adelina Thaçi                 | "Orët e fundit"               | Alfred Kaçinari                             | 91    | 8     |
| 9  | Rovena Dilo & Eugent Bushpepa | "S'jam baladë"                | Armend Rexhepagiqi & Sunrise, Sunrise       | 60    | 12    |
| 10 | Dorina Garuci                 | "Dita 1 jetë"                 | Dorian Nini, Pandi Laço                     | 92    | 7     |
| 11 | Endri & Stefi Prifti          | "Ti bëre faj"                 | Josif Minga, Skënder Rusi                   | 91    | 8     |
| 12 | Kejsi Tola                    | "Më merr në ëndërr"           | Edmond Zhulali, Agim Doçi                   | 126   | 1     |
| 13 | Era Rusi                      | "Shpirt i humbur"             | Arsen Nasi & Bledar Skënderi, Irma Libohova | 50    | 15    |
| 14 | Julian Lekocaj                | "Nuk je ti"                   | Julian Lekocaj                              | 17    | 20    |
| 15 | Shpat Kasapi                  | "Aromë mediterane"            | Gent Myftarai, Pandi Laço                   | 22    | 19    |
| 16 | Evis Mula                     | "Unë jam dashuria"            | Luan Zhegu, Agim Doçi                       | 91    | 8     |
| 17 | Burn                          | "Jam i pari i jetës sime"     | Stivart Cela & Renis Gjoka, Big Basta       | 96    | 6     |
| 18 | Vedat Ademi                   | "Po më prite ti"              | Kledi Bahiti, Alban Male                    | 51    | 14    |
| 19 | Agim Poshka                   | "Fajtor për ngrohjen globale" | Agim Poshka, Olsen Maze                     | 56    | 13    |
| 20 | Besa Kokëdhima                | "Ajër"                        | Alban Male, Olti Curri                      | 109   | 4     |